# 猪去久道
猪去 久道（いさり ひさみち、生没年不詳）は、戦国時代から安土桃山時代にかけての武将。蔵人。父は猪去義方（斯波詮高の三男猪去詮義の子）。猪去御所第3代。
猪去氏は清和源氏の一流河内源氏の流れを汲み、足利将軍家と同じく足利氏の一門、高水寺斯波氏の庶流。斯波氏宗家を支え、猪去御所を守護していたが、斯波氏は斯波詮直の代になり南部氏に滅ぼされた。父・義方は一貫して宗家に忠義を尽くしたが、主家を失い花巻に逃れ、隠匿しながら余生を終えた。
花巻に隠棲していた久道は、慶長年間に南部氏の家老　北信愛に召し出され、慶長17年（1612年）、南部政直の家臣となった。以来、猪去氏は盛岡藩士として続いた。